# Rodions Kurucs
Rodions Kurucs (Cēsis, 2 de maio de 1998) é um letão basquetebolista profissional que atualmente joga pelo Milwaukee Bucks da NBA.
No basquete europeu, ele jogou pelo VEF Riga da Letónia e pelo FC Barcelona da Liga ACB. Kurucs foi selecionado pelo Brooklyn Nets com a 40ª escolha geral no Draft da NBA de 2018.

## Carreira profissional

### Início de carreira
Em março de 2014, Kurucs assinou contrato com o clube letão VEF Rīga, depois de ter jogado nas divisões de base da equipe na segunda divisão da Letónia (LBL2).
Ele fez sua estreia profissional durante a temporada de 2014-15, registrando seus primeiros minutos na Liga Lituana de Basquetebol, na VTB United League da Europa Oriental e na Eurocopa de Basquetebol.

### FC Barcelona
Em julho de 2015, Kurucs assinou um contrato de quatro anos com o FC Barcelona. Ele passou a temporada de 2015-16 jogando nas divisões de base do clube.
Em 2016, depois de completar 18 anos de idade, Kurucs juntou-se ao plantel do Barcelona B e competiu na LEB Oro, a segunda divisão espanhola.
Kurucs fez a sua estreia na Euroliga em 24 de Março de 2017, numa vitória em casa por 67-54 sobre o Crvena Zvezda da Sérvia. Ele registrou três minutos de jogo e marcou dois pontos.
Em 13 de julho de 2018, Kurucs rescindiu com o Barcelona, mas o clube catalão reservou os direitos do jogador, caso ele voltasse a jogar na Europa.

### Draft da NBA
Kurucs se inscreveu no Draft da NBA de 2017, mas apesar de ser consistentemente considerado uma escolha de primeira rodada, ele decidiu retirar seu nome em 12 de junho de 2017; a data limite em que os jogadores internacionais decidiram se retirariam ou não.
Kurucs se inscreveu no Draft da NBA de 2018 em 21 de abril de 2018 como um dos 236 candidatos.

### Brooklyn Nets (2018–2021)
Em 21 de junho de 2018, ele foi selecionado pelo Brooklyn Nets na segunda rodada (40° escolha geral) do Draft da NBA de 2018. Em 16 de julho de 2018, Kurucs assinou um contrato plurianual com os Nets.
Ele fez sua estreia na NBA em 17 de outubro e marcou três pontos na vitória por 103-100 para o Detroit Pistons. Em 21 de dezembro, Kurucs marcou 24 pontos na derrota por 114-106 contra o Indiana Pacers.
No dia 23 de dezembro, Kurucs registrou seu primeiro double-double com 16 pontos e 10 rebotes em uma vitória por 111-103 sobre o Phoenix Suns. Em 26 de dezembro, ele fez 13 pontos e 12 rebotes em uma vitória por 134-132 sobre o Charlotte Hornets. Em 7 de janeiro de 2019, ele fez 24 pontos em uma derrota por 116-95 para o Boston Celtics.
Em 29 de janeiro, Kurucs participou do Rising Stars Challenge na semana do All-Star Game de 2019 como membro da Equipe Mundo.

### Houston Rockers (2021)
Em 14 de janeiro de 2021, Kurucs foi negociado com o Houston Rockets em uma troca que também envolveu o Cleveland Cavaliers e que enviou James Harden para o Brooklyn.

### Milwaukee Bucks (2021–Presente)
Em 19 de março de 2021, Kurucs foi negociado com o Milwaukee Bucks, junto com P. J. Tucker, em troca de D. J. Wilson, D. J. Augustin e escolhas de draft.

## Seleção Nacional
Kurucs jogou pela seleção sub-16 da Letônia no Campeonato Europeu Sub-16 da FIBA de 2014. Ele desempenhou um papel crucial em ajudar a Letônia a ganhar a medalha de prata no torneio, com média de 13,4 pontos, 5,9 rebotes, 1,9 assistências e 1,4 roubadas de bola. Ele conquistou uma vaga na equipe ideal do torneio.

## Estatísticas

### NBA

#### Temporada regular
| Year     | Team     | GP  | GS | MPG  | FG%  | 3P%  | FT%  | RPG | APG | SPG | BPG | PPG |
| -------- | -------- | --- | -- | ---- | ---- | ---- | ---- | --- | --- | --- | --- | --- |
| 2018–19  | Brooklyn | 63  | 46 | 20.5 | .450 | .315 | .783 | 3.9 | .8  | .7  | .4  | 8.5 |
| 2019–20  | Brooklyn | 47  | 9  | 14.6 | .446 | .367 | .632 | 2.9 | 1.1 | .5  | .1  | 4.6 |
| 2020–21  | Brooklyn | 5   | 0  | 3.2  | .333 | .500 | –    | .6  | .4  | .0  | .0  | .6  |
| Carreira | Carreira | 115 | 55 | 12.7 | .409 | .393 | .707 | 2.4 | .7  | .3  | .1  | 4.5 |

#### Playoffs
| Year     | Team     | GP | GS | MPG  | FG%  | 3P%  | FT%  | RPG | APG | SPG | BPG | PPG |
| -------- | -------- | -- | -- | ---- | ---- | ---- | ---- | --- | --- | --- | --- | --- |
| 2019     | Brooklyn | 4  | 3  | 17.0 | .400 | .250 | .778 | 5.0 | .8  | .5  | .0  | 6.3 |
| 2020     | Brooklyn | 4  | 1  | 14.5 | .550 | .000 | .000 | 3.3 | .8  | .3  | .5  | 5.5 |
| Carreira | Carreira | 8  | 4  | 15.7 | .475 | .125 | .389 | 4.1 | .8  | .4  | .2  | 5.9 |

Fonte: